# Leydigia
Leydigia is een geslacht van kreeftachtigen uit de klasse van de Branchiopoda (blad- of kieuwpootkreeftjes).

## Soorten
- Leydigia acanthocercoides (Fischer, 1854)
- Leydigia leydigi (Schoedler, 1863)